# Księstwo Leyen
Księstwo Leyen (niem. Fürstentum Leyen) – państwo istniejące w Niemczech w okresie wojen napoleońskich, w latach 1806–1814, będące enklawą Wielkiego Księstwa Badenii.

## Historia
Księstwo powstało po klęsce Austrii w 1806, kiedy to dotychczasowy hrabia Hohengeroldseck - Philipp Franz, siostrzeniec księcia prymasa Karola Teodora von Dalberg, został podniesiony do rangi księcia, a jego ziemie zostały przemianowane na Księstwo Leyen. Księstwo było członkiem Związku Reńskiego przez cały okres swojego istnienia, było więc przez to podporządkowane politycznie Cesarstwu Francuskiemu. Księstwo przestało istnieć de facto 30 maja 1814 roku, kiedy to zostało zajęte przez wojska koalicji. Po klęsce Napoleona, kongres wiedeński zdecydował się na mediatyzację tego i zwrócić go Austrii. W 1819 Austria przekazała ziemie księstwa Wielkiemu Księstwu Badenii.

## Książę Leyen

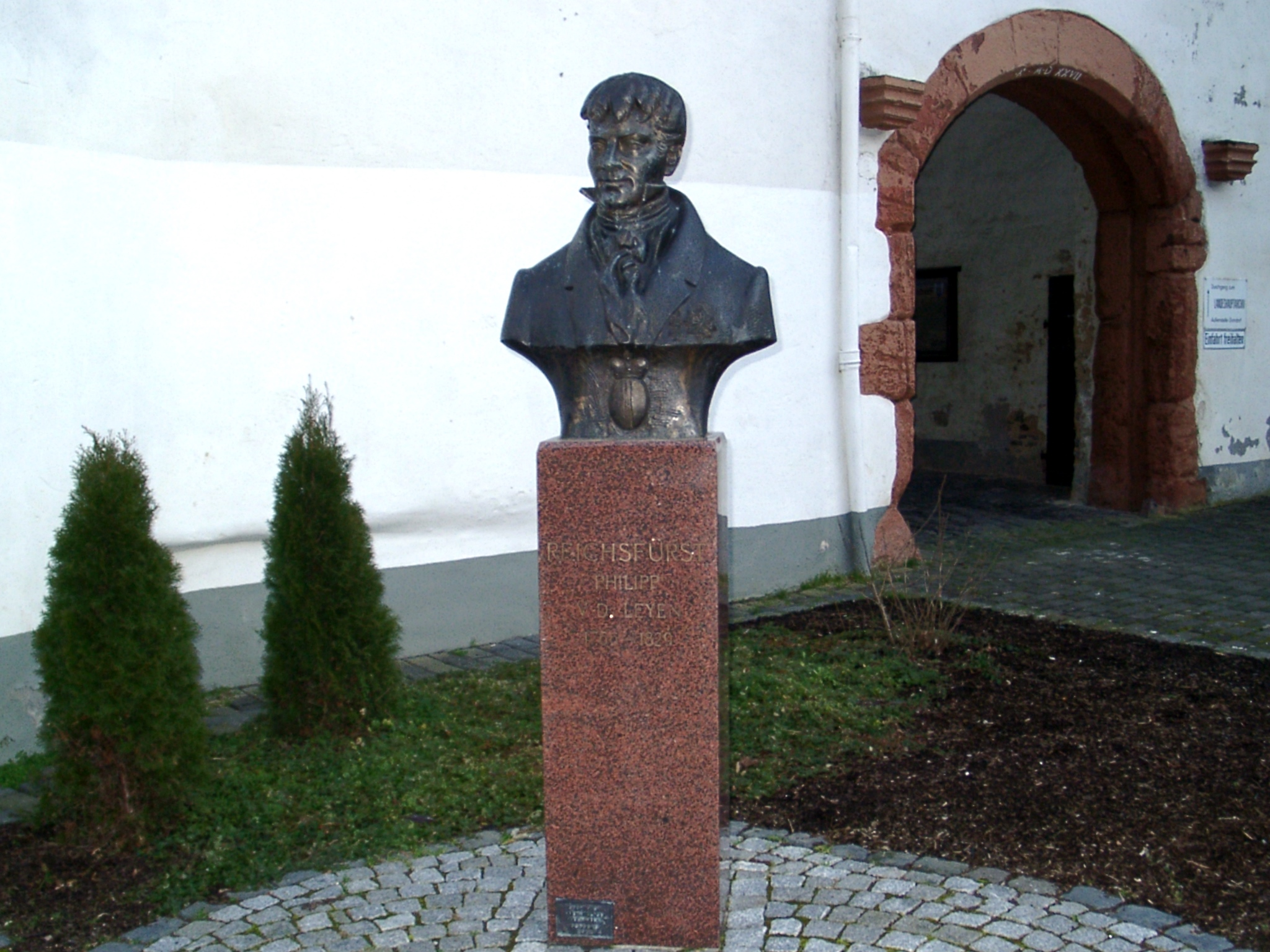
Popiersie księcia Filipa Franciszka

- 1806 - 1814 - Filip Franciszek (właściwie Philipp Franz Wilhelm Ignaz Fürst von der Leyen und zu Hohengeroldseck, ur. 1 sierpnia 1766, zm. 23 listopada 1829), po 1814 jedynie tytularny książę Leyen.